# Zawód: morderca
Zawód: morderca (niem. Mord ist mein Geschäft, Liebling) – niemiecki film komediowy z 2009 roku w reżyserii Sebastiana Niemanna.

## Obsada
- Rick Kavanian – Toni Ricardelli
- Nora Tschirner – Julia Steffens
- Janek Rieke – Bob Kimbel
- Hans-Michael Rehberg – Christopher Kimbel
- Christian Tramitz – Helmut Münchinger
- Ludger Pistor – dr Gruber
- Günther Kaufmann – Salvatore Marino
- Bud Spencer – Pepe
- Wolfgang Hess – Pepe (głos)
- Jasmin Schwiers – Lisa
- Franco Nero – Enrico Puzzo
- Reinhard Brock – Enrico Puzzo (głos)
- Wolfgang Völz – Henry von Göttler
- Axel Stein – Dirk
- Chi Le – Maria
- Nela Panghy-Lee – Mercedes
- Wolf Roth – Paolo Rossi
- Oscar Ortega Sánchez – Juan „El Toro” Garcia
- Doris Kunstmann – pani Eisenstein[2]